# Aplatophis chauliodus
Aplatophis chauliodus, también conocida como tieso de dientes o anguila de colmillos en Cuba y Estados Unidos, es una especie de anguila de la familia ophichthidae. Fue descrita por primera vez por James Erwin Böhlke en 1956. Hasta septiembre de 2017 solo se han reconocido 27 observaciones.

## Hábitat
Es una anguila marina, tropical, presente en el Atlántico Occidental, incluyendo el Golfo de México y en las costas de la Guayana Francesa. Vive en madrigueras que se encuentran entre 30 y 90 metros de profundidad. Los machos pueden alcanzar una longitud total máxima de 80 cm.